# Брієнц (Берн)
Брієнц (нім. Brienz BE) — громада  в Швейцарії в кантоні Берн, адміністративний округ Інтерлакен-Обергаслі.

## Географія
Громада розташована на відстані близько 50 км на південний схід від Берна.
Брієнц має площу 48 км², з яких на 4,5% дозволяється будівництво (житлове та будівництво доріг), 38,6% використовуються в сільськогосподарських цілях, 33,6% зайнято лісами, 23,3% не є продуктивними (річки, льодовики або гори).

## Демографія
2019 року в громаді мешкало 3117 осіб (+4,6% порівняно з 2010 роком), іноземців було 12,3%. Густота населення становила 65 осіб/км².
За віковим діапазоном населення розподілялося таким чином: 18,7% — особи молодші 20 років, 57,7% — особи у віці 20—64 років, 23,5% — особи у віці 65 років та старші. Було 1473 помешкань (у середньому 2,1 особи в помешканні).
Із загальної кількості 1523 працюючих 107 було зайнятих в первинному секторі, 432 — в обробній промисловості, 984 — в галузі послуг.